# Arató Frigyes
Arató Frigyes, 1891-ig Bauer (Hévíz, 1859. július 30. – Hévíz, 1944. december 28.) polgáriskolai tanár. Arató István pedagógus, fizikus, matematikus édesapja, Arató András villamosmérnök dédapja.

## Életútja
Bauer Mátyás és Scheiner Lujza fia, 1859. július 31-én keresztelték Keszthelyen. Iskoláit Keszthelyen a premontreieknél és a soproni ágostai evangélikus líceumban végezte 1877-ben. Egy évig a Győr megyei Bőnyön a báró Bothmer-családnál mint nevelő működött és azután a budapesti egyetemen a bölcseleti szaknak volt hallgatója. 1883-ban a mennyiségtan és természettudományi szakból tanári oklevelet nyert és egy évig a szegedi főreáliskolánál működött; de 1885-ben ugyanott felsőbb leányiskolát nyitott, melyet két évig tartott fenn, s ekkor (1888-ban) a városi polgári, illetőleg felsőbb leányiskolánál a mennyiség és természettudomány tanárává választatott meg. 1899-től a mezőtúri, 1905-től a pozsonyi, 1917-től a budapesti VI. kerületi felsőbb leányiskola igazgatója volt. került. Három és fél évtizedes szolgálat után 1920-ban vonult nyugalomba. A matematika szakkörébe vágó több önálló munkája jelent meg. A Szabadkőművesség címen érdekes munkája került a könyvpiacra. Számos társadalmi egyesület tagja, a Vöröskereszt díszjelvényének tulajdonosa volt.
Felesége Radivojevich Amália (Debrecen, 1846. szeptember 5. – Budapest, 1934. október 30.), akivel 1882. szeptember 30-án kötött házasságot Nagyváradon.
Értekezései: Közoktatásunk fejlődése főtekintettel szakiskoláinkra (a szegedi felsőbb leányiskola 1890. Értesítőjében.) Tanügyi kérdésekben a Szegedi Hiradóban és Szegedi Naplóban A. betű. Arató vagy Aquila név alatt írt cikkeket.

## Munkája
- A binär algebrai alakok invariansai. Budapest, 1887

Megírta a szegedi Árpád szabadkőműves páholy történetét:
- Az Árpád páholy története 1870-1895. Szeged, 1895

### Kéziratban
- Reidt: Die Determinanten c. munkájának fordítása.